# عینک آفتابی (فیلم ۱۹۹۹)
عینک آفتابی (انگلیسی: Shades) یک فیلم است که در سال ۱۹۹۹ منتشر شد. از بازیگران آن می‌توان به میکی رورک و اندرو هاوارد اشاره کرد.